# Kap Robertson
Kap Robertson är en udde i Grönland (Kungariket Danmark).   Den ligger i kommunen Qaasuitsup, i den nordvästra delen av Grönland, 1 700 km nordväst om huvudstaden Nuuk.
Terrängen inåt land är kuperad. Havet är nära Kap Robertson åt sydväst.